# VARSUL
O projeto VARSUL (Variação Linguística Urbana no Sul do País) é um banco de dados constituído de amostras de fala de habitantes de 12 cidades da Região Sul do Brasil, em um total de 288 entrevistas.[ligação inativa]
O projeto, iniciado em 1988, encontra-se instalado em quatro universidades: Universidade Federal do Rio Grande do Sul, Pontifícia Universidade Católica do Rio Grande do Sul, Universidade Federal de Santa Catarina e Universidade Federal do Paraná.

## Objetivo
Descrever o português falado no sul do país, oferecendo condições para teste e desenvolvimento de teorias linguísticas.

## Constituição da amostra
Os informantes estão distribuídos por
- a)Sexo: homem e mulher
- b)Idade: 25 a 50 anos e mais de 50 anos
- c)Nível de instrução: até 5, até 8/9 e até 11/12 anos de escolaridade
- d)Variedades linguísticas

São 288 entrevistas ao total, 96 por estado, realizadas nas 12 cidades listadas abaixo:
- Rio Grande do Sul: Porto Alegre, Flores da Cunha, Panambi e São Borja.
- Santa Catarina: Florianópolis, Lages, Blumenau e Chapecó.
- Paraná: Curitiba, Londrina, Irati e Pato Branco.

Cada entrevista tem duração aproximada de sessenta minutos.
Com respeito à metodologia do levantamento de dados, seguiu-se a linha laboviana.